# Lasioglossum alexanderi
Lasioglossum alexanderi är en biart som först beskrevs av Mcginley 1999.  Lasioglossum alexanderi ingår i släktet smalbin, och familjen vägbin. Inga underarter finns listade i Catalogue of Life.